# Rapti (Ghaghara)
Der Rapti (Nepali: राप्ती rāptī); auch „Westlicher Rapti“ (zur Unterscheidung des gleichnamigen Flusses Rapti, Nebenfluss des Narayani) ist ein linker Nebenfluss der Ghaghara in Nepal und in Indien.

## Verlauf
Der Rapti entspringt zwischen dem westlichen Dhaulagiri Himal und der Mahabharat-Kette in der Provinz Lumbini, Nepal. Er fließt anfangs ein kurzes Stück nach Westen und wendet sich anschließend nach Süden. Der Rapti durchbricht die Gebirgsketten der Siwaliks. Dabei nimmt er den Jhimruk Khola von links auf. Später wendet er sich scharf nach Westen und fließt entlang der Nordflanke der südlichsten Siwalikkette. Der Arun Khola mündet rechtsseitig in den Fluss. Schließlich durchbricht der Rapti diese Bergkette und fließt im Anschluss in südöstlicher Richtung durch die flache Landschaft des Terai. Er überquert die Grenze nach Indien. Im Unterlauf trifft der Rohini nördlich der Großstadt Gorakhpur linksseitig auf den Rapti. Dieser mündet schließlich in die weiter westlich fließende Ghaghara. Der Rapti hat eine Länge von ca. 600 km. Sein Einzugsgebiet umfasst 23.900 km². Der mittlere Abfluss beträgt 136 m³/s.

## Stauanlagen
Zu Regulierungs- und Bewässerungszwecken wird der stets hochwassergefährdete Rapti durch den Sikta-Staudamm (⊙) im Bereich der Siwaliks im Distrikt Banke aufgestaut. Trotzdem wird die indische Stadt Gorakhpur vor allem in der Monsunzeit häufig überflutet.

## Sonstiges
Der von chinesischen Pilgern in frühmittelalterlichen buddhistischen Schriften erwähnte Fluss Aciravati oder Airavati wurde mit dem Rapti identifiziert.